# Kris McCarthy
Kris McCarthy, född 15 oktober 1979, är en friidrottare från Australien. Han deltog vid olympiska sommarspelen 2000.